# Emmanuel De Bock
 (mai 2018).
Pour les articles homonymes, voir Bock (homonymie).
Emmanuel De Bock, né le 30 juillet 1976 à Ixelles, est un homme politique belge francophone, membre de Démocrate fédéraliste indépendant.

## Biographie
Son engagement commence à 17 ans en 1993, année de la création de la Fédération PRL-FDF.
Après ses études, il travaille successivement pour les ministres Didier Gosuin (2001-2004), avant de rejoindre l'administration fédérale des finances aux Douanes et Accises. Il sera ensuite détaché au Cabinet du Ministre des finances Didier Reynders (2005-2008) et du Secrétaire d'État Bernard Clerfayt (2008-2010).
Il est député bruxellois à partir du 5 février 2010, lorsqu'il reprend le siège d'Antoinette Spaak, démissionnaire. Il se fera connaître au sein de ce parlement pour son engagement avec Didier Gosuin dans une évolution de la fiscalité régionale.
Il tente de prendre la présidence du FDF en 2012, se présentant au sein de son parti face à Olivier Maingain,.
Réélu député en mai 2014, il devient chef de groupe de DéFI (anciennement FDF) au Parlement bruxellois. Il représente également Bruxelles au Parlement de la Fédération Wallonie-Bruxelles.
Au niveau local, il est également élu au conseil communal d'Uccle lors des élections d'octobre 2006, réélu en 2012. Il assume un mandat local de conseiller CPAS et d'administrateur-délégué des logements sociaux de la commune d'Uccle (SUL),.
Il est titulaire d'un Master en droit (UCLouvain, 2017) et d'une Licence en sciences politiques (Université libre de Bruxelles, 2000), d'un Diplôme d'études approfondies en sciences politiques (2002) et d'un Diplôme d'études spécialisées en analyse pluridisciplinaire de la construction européenne (UCLouvain Saint-Louis Bruxelles, 2006).

## Positions
Actif notamment dans les commissions Finances et Affaires économiques, il est l'auteur de nombreuses propositions d'ordonnance visant notamment à augmenter le pouvoir d'achat des Bruxellois par une meilleure et plus juste perception des impôts fonciers visant à lutter contre l'exode de la classe moyenne en dehors de la capitale. Il s'investit également dans les matières relatives à la bonne gouvernance et dans l'amélioration du quotidien des habitants en défendant notamment la mensualisation du prix de l'eau, la lutte contre les logements sous-occupés dans le logement social, ou encore l'amélioration de l'offre de transports en commun dans la seconde couronne. On lui doit notamment le prolongement de la ligne Noctis d'Uccle jusqu'à Linkebeek permettant la desserte du Sud de la Région et en particulier des quartiers les plus défavorisés[réf. souhaitée].

### Fiscalité
En 2013, Emmanuel De Bock réalise une étude montrant que les Bruxellois ont eu en 2010 un revenu moyen annuel de 12 593 euros, contre 16 599 euros en Flandre et 14 763 euros en Wallonie. Et cette année-là, la hausse des revenus des Bruxellois est inférieure à l'inflation, une situation qu'il juge « catastrophique », d'autant plus que les prix du logement à Bruxelles sont plus élevés qu’en Flandre et en Wallonie. Emmanuel De Bock estime qu'un cercle vicieux est enclenché : la classe moyenne qui est fiscalement contributive est mise sous pression et quitte Bruxelles, ce qui incite à augmenter encore la fiscalité. 
En 2014, il milite pour une réforme de la fiscalité avec Didier Gosuin, déposant une proposition d'ordonnance fiscale. Il est favorable à une diminution de l'impôt sur le travail, et à une suppression de la taxe régionale.
En 2015, alors que la proportion des habitants de Bruxelles ayant de faibles revenus passe de 58,6% à 63,8%, et que chaque année 30 000 Bruxellois quittent la capitale, Emmanuel De Bock fait le calcul que cela diminue de 261 millions d'euros les entrées fiscales des communes et de la région, notamment parce que l'impôt « précompte immobilier » rapporte moins,. Il affirme que le MR refuse « d'imposer moins le travail et plus le capital, tout en distribuant les cadeaux fiscaux aux multinationales » et estime que l'impôt sur la fortune proposé par le PS rapportera peu. Il plaide pour que les propriétaires de biens immobiliers soient taxés plus équitablement, estimant par exemple que le fait que de nombreux propriétaires ont mis leurs biens en sociétés familiales immobilières est une forme d'évasion immobilière. Il soutient l'idée d'une baisse de l'IPP (impôt des personnes physiques), qui serait financé par la disparition progressive du bonus logement, un avantage fiscal profitant aux ménages qui ont les moyens d’acheter un bien en Région bruxelloise.
En 2018, il se félicite qu'une réforme ait augmenté les allocations familiales.
En 2022, il propose de mettre la taxe IPP (impôt des personnes physiques) à 0%, pour faire revenir les classes moyennes contributives à Bruxelles. Dans cette proposition, pour compenser, les taxes sur l'automobile et sur les parkings seraient augmentées.

### Logements
En mars 2016, il affirme que le parc de logements qu'il gère en tant qu'administrateur-délégué de la Société uccloise du logement (SUL) est sous-occupé : plus de 700 chambres ne sont pas occupées, car des logements trop grands sont occupés par des ménages qui n'ont pas besoin de tout l'espace qui leur est alloué. Pour Emmanuel De Bock, le problème vient du fait que la réglementation impose que les projets immobiliers comprennent 30% de logements de grandes tailles, alors que, parfois, il faudrait construire uniquement des appartements avec une seule chambre.
Fin 2016, il propose une répartition différente des subventions visant à favoriser la possibilité d'acheter un « logement moyen ». Il estime que la subvention, d'un montant de 60 000 euros, devrait être abaissée à 20 000 euros, ce qui permettrait d'aider trois fois plus de familles. Selon lui, la construction de logements moyens fait partie des solutions permettant de conserver la petite classe moyenne en Région bruxelloise, et il milite pour que la Région en construise davantage. Il considère par ailleurs que la Région doit mieux répartir la production des logements moyens, en les mêlant aux logements sociaux, ce qui permet la création de quartiers mixtes et empêche l'apparition de poches de pauvreté.

## Polémique
En 2016, il critique le projet de vidéos contre la radicalisation confié par le gouvernement belge au metteur en scène Ismaël Saidi pour la somme de 275 000 euros, s'étonnant d'un « montant aussi important » et de l'absence de mise en concurrence du projet via un marché public. Il s'interroge sur la compétence d'Ismaël Saidi et affirme que, dans le cadre de la lutte contre la radicalisation, il eût peut-être même été possible de trouver des acteurs agissant gratuitement, faisant ainsi part de soupçons de clientélisme,. Ismaël Saïdi annonce alors renoncer au projet, expliquant que, confronté à un déferlement médiatique, il préfère se consacrer au théâtre. Emmanuel De Bock subit alors les critiques de deux membres de son parti, le ministre Didier Gosuin et le président du parti Olivier Maingain, ainsi que le ministre-président Rudi Vervoort,, tandis qu'il est défendu par Bernard Clerfayt, qui rappelle que les députés doivent contrôler l'action du gouvernement. Le ministre Didier Gosuin lui reproche notamment un « pinaillage » pour un dossier d'une telle importance. Didier Gosuin affirme également que la décision a été prise par le gouvernement dans son ensemble, alors que Emmanuel De Bock se demandait si le conseil des ministres l'avait approuvée. Et Didier Gosuin explique que l'artiste avait les compétences nécessaires, alors que peu de personnes au sein de la communauté musulmane n'osent débattre de la radicalisation. Le parti d'Emmanuel De Bock, Défi, envoie  alors un communiqué signé de son nom, mais que lui déclare ne pas avoir lu, affirmant qu'il regrette s'être exprimé sans être en possession de toutes les informations nécessaires,.